# Moodle
Moodle és un programari de codi lliure que crea entorns virtuals d'ensenyament i aprenentatge també coneguts com a LMS (Learning Management System).
El projecte fou iniciat i és mantingut per l'australià Martin Dougiamas, però ha aconseguit reunir una gran comunitat internacional d'usuaris, programadors, desenvolupadors i traductors de tal forma que actualment té 160 milions d'usuaris registrats i està traduït a 120 llengües, inclòs el català.
La clau del seu èxit rau en la facilitat d'instal·lació (només necessita un servidor php i un gestor de bases de dades com MySQL), de configuració, creació de cursos i manteniment del lloc. Està concebut per ajudar els docents a crear comunitats d'aprenentatge en línia. S'utilitza en el blended learning, educació a distància i classes invertides (Flipped classrooms) i en projectes d'e-learning en escoles, universitats o empreses.
Està construït sota una òptica pedagògica constructivista social que es basa en la construcció del coneixement amb el diàleg entre els participants i també amb l'aprenentatge cooperatiu. Un professor que opera des d'aquest punt de vista crea un ambient centrat en l'estudiant i l'ajuda a construir aquest coneixement sobre la base de les seves habilitats i coneixements propis en lloc de simplement publicar i transmetre la informació que es considera que els estudiants han de conèixer. Per això és tan fàcil crear-hi fòrums. Tot i això, accepta molts altres tipus d'activitats didàctiques: qüestionaris, lliçons, tasques, wikis, xats, treball en parelles.
La missió de Moodle és empoderar als professors perquè millorin el món, i volen contribuir-hi amb la plataforma més potent per aprendre. Els valors que tenen per arribar a aquesta meta són l'educació, el respecte, la integritat, l'obertura i la innovació.
La versió més recent és la 3.8.

## Orígens
El disseny de la plataforma Moodle és el resultat de la investigació de la tesis doctoral de Martin Dougiamas, on defensava l'ús del codi obert per donar suport a una epistemologia construccionista social basada amb les comunitats d'Internet, per això presenta molts aspectes pedagògics que altres plataformes d'aprenentatge virtual no tenien.
El Moodle 1.0 va presentar-se el novembre del 2001 a la Universitat de Curtin per part de Peter Taylor. Aquesta versió inicial es va alliberar l'agost del 2002 i els usuaris van començar a col·laborar per contribuir amb nous temes i traduir la plataforma a diferents llengües. A partir d'allà cada sis mesos apareix una nova versió estable i no ha deixat de créixer.
Actualment té una nova iniciativa que es diu Moodle.net (en proves a inicis de 2019).
Significat de MOODLE: Modular Object-Oriented Dynamic Learning Environment, tot i que els primers anys es deia que la “M” era en honor del seu creador Martin Dougiamas.

## Filosofia
El disseny i desenvolupament de Moodle es basen en la idea de la pedagogia constructivista social. Aquesta filosofia radica en la cooperació en grup i en la idea que el coneixement es pot crear o construir.
Com a curiositat, cal fer menció que Moodle és la primera comunitat Open Source no formada íntegrament per informàtics, sinó que també hi participen pedagogs i altra gent relacionada amb l'ensenyament.
La idea que Moodle dona seguint la visió de constructivisme social, és que tots podem ser professors o alumnes potencials. Altres atributs pels que es pot defensar aquesta teoria són:
- Flexibilitat: Ha de poder respondre ràpidament a les necessitats dels participants que utilitzen.
- Col·laboració: comunicació entre docents i estudiants. Entenent el context dels altres es pot ensenyar d'una manera més transformacional.
- Participació: S'aprèn molt observant l'activitat dels nostres companys i sobretot creant o expressant alguna cosa que els altres vegin.
- Es pot fer un seguiment de l'estudiant amb els registres i historial o informe d'activitats.

## Estructura bàsica
La Portada és la pàgina principal a la que s'entra mitjançant un navegador d'Internet i on es realitza l'autentificació. Un cop dintre l'estructura bàsica de Moodle està organitzada al voltant de cursos i aquests s'organitzen en categories.
A la part central de la pàgina d'un curs trobem diferents seccions on es poden afegir recursos i activitats.

### Recursos
Els recursos apareixen amb un enllaç i s'identifiquen amb una icona diferent per a cada tipus:
- Arxiu: permet pujar qualsevol tipus de document, imatge, so, vídeo.
- Carpeta: que s'utilitza per organitzar fitxers
- Etiqueta - separant recursos i activitats d'un tema.
- Llibre: - recurs multi-pàgina.
- Pàgina: creada amb HTM.
- Paquet de contingut IMS: on s'emmagatzemen continguts en un format estàndard
- Pàgina Web: enllaçant adreces externes

### Activitats
Existeixen diferents tipus d'activitats que es poden crear al activar el mode edició i seleccionar l'enllaç “triar un recurs o activitat”. Aquestes son alguns exemples:
- Tasques: permet pujar arxius creats on i offline i la seva qualificació.
- Consulta: permet llençar una pregunta on es selecciona una o vàries respostes.
- Base de dades: banc d'entrades de registres.
- Enquesta: per rebre feeback de l'alumnat.
- Fòrum: on es poden realitzar converses asíncrones.
- Glossari: permet crear un llistat de definicions de forma col·laborativa.
- Lliçó: presenta una sèrie de pàgines HTML.
- Qüestionari: permet crear tests amb diferents opcions de resposta.
- SCORM: permet incloure paquets de contingut en aquest format.
- Enquesta: permet obtenir informació de l'alumnat.
- Wiki: per fomentar el treball col·laboratiu.
- Taller: facilita l'avaluació per parelles.

Addicionalment poden afegir-se altres activitats i recursos mitjançant plugins.

### Eines de comunicació
Les eines de comunicació disponibles a moodle són: correu electrònic (l'enviament es realitza de manera externa a la plataforma), missatgeria interna i xat.
Els fòrums també es converteixen en espais per a la comunicació, si es creen de manera oferta permeten l'alumnat debatre en fils de discussió i els tancats el professor dona informació al grup sense opció a resposta.

## Administració de cursos i tipus d'usuaris
L'administració dels cursos a Moodle està vinculada als rols de les persones que accedeixen i que tenen uns permisos associats:
- Administrador: pot realitzar qualsevol modificació a la plataforma
- Manager (Gestor): pot crear nous cursos i categories
- Professor: pot gestionar i afegir continguts als cursos, qualificar i donar feedback a l'alumnat
- Professor sense permisos d'edició: no pot modificar l'estructura ni els recursos o activitats
- Estudiant: pot accedir i participar al curs
- Convidat: pot veure el curs, però no participar.

## Seguiment i progrés de l'alumne
També es pot seguir l'evolució de l'estudiant de les següents formes:
- Qualificacions: Cada curs té el seu Informe de qualificacions, que recollirà informació, per exemple de les activitats com tasques, qüestionaris o consultes que s'han de realitzar durant el curs.
- Competències: Les competències descriuen el nivell de comprensió o destresa d'un alumne en habilitats relacionades amb el tema, en anglès CBE (Competency-based education).
- Compleció de l'activitat.
- Compleció del curs.
- Insignes: Les insignes (badges) serveixen per celebrar alguna fita o demostrar evolució en alguna tasca. Hi ha dos tipus d'insignes: de lloc relacionades amb les activitats com acabar un grup de cursos i insignes de curs: relacionades amb les activitats del curs.
- Informes del curs.
- Analítics.

## Tipus de feedback en el Moodle
Els professors poden fer comentaris o anotacions directament als documents que els alumnes pugen a la plataforma amb format .docx, .odt o .pdf (cal que prèviament amb el rol d'administrador tinguin instal·lat Ghostscript i unoconv o Google Drive converter)
També es podran fer comentaris directament a les presentacions online, si està activat el “comment inline”.

## Gamificacióo ludificació
El Moodle té un plugin amb 8 jocs que es poden instal·lar on hi trobem:
- Penjat
- Mots encreuats
- Sopa de lletres
- Milionari
- Sudoku
- Imatge amagada
- Serps i escales
- Llibre de preguntes

## Accessibilitat
L'objectiu de Moodle és ser totalment accessible i usable per a tots els usuaris, independentment de la seva capacitat.

### Pràctiques establertes
Els desenvolupadors bàsics de Moodle passen molt de temps assegurant-se que els nous desenvolupaments siguin accessibles. Una part del procés a l'hora de crear un nou codi a Moodle és seguir les bones pràctiques establertes i una part del procés per acceptar el codi nou al nucli consisteix a provar pàgines acuradament i obtenir comentaris d'experts.

### Conformitat amb els estàndards
La plataforma Moodle és un sistema complex amb moltes parts. El seu codi està sempre evolucionant. Es poden activar i desactivar els mòduls. La interfície es pot personalitzar àmpliament mitjançant temes i milers de paràmetres. El professor o qualsevol alumne poden produir contingut real. Per tant, és impossible dir amb una certesa del 100% si Moodle o qualsevol lloc basat en Moodle és absolutament accessible o no. L'accessibilitat no és un estat, sinó que és un procés de millora contínua en resposta als nostres usuaris i a l'entorn tècnic més ampli.

### WCAG 2.1
A l'hora de decidir com Moodle ha de presentar el seu contingut per a una millor accessibilitat web, se segueixen les directrius de Web Content Accessibility Guidelines. Algunes de les directrius a tenir en compte són les següents:
- Tenir un contrast adequat en els colors de la pàgina de manera que tots els seus components siguin fàcilment visibles. Colors com el vermell s'han d'acompanyar d'informació textual addicional per a aquells que puguin patir daltonisme.
- Els títols de les pàgines han de ser clars i identificables, fent possible una ràpida interpretació dels continguts de la mateixa.
- Quan s'empren icones que incloguin enllaços, han de mostrar facilitat per ser clicats tenint una mida adequada.
- Els contextos d'ús de Moodle s'han d'adaptar a diferents dispositius electrònics, permetent que es facin servir en aquells dispositius que posseeixin teclat, ratolí o pantalla tàctil. La diversitat d'ús contribueix al fet que es pugui gestionar en entorns d'aprenentatge variats.
- Es podrà mostrar informació tant visual com auditiva amb àudios que permetin accedir-hi.

### ATAG 2.0
Com que Moodle és un lloc per construir contingut (a més de consumir contingut), també ens referim a les directrius ATAG 2.0. A Moodle 2.7 es va afegir un nou editor Atto que no només ajuda a millorar el funcionament de tots els usuaris, sinó que també contribueix a millorar l'accessibilitat del contingut produït amb ell.

### ARIA 1.0
Com que moltes parts de la interfície d'usuari de Moodle són dinàmiques i interactives, seguim les recomanacions d'ARIA per informar sobre tecnologies d'assistència, com ara lectors de pantalla.

### Secció 508 (EUA)
Com que Moodle s'utilitza per les agències del govern nord-americà, l'esmena de la Secció 508 dels Estats Units pot ser rellevant per a Moodle.

### Acta Europea d'Accessibilitat
Com que Moodle és utilitzat per agències governamentals i universitats de la Unió Europea, també és rellevant la Llei Europea sobre Accessibilitat.

## Comunitat Moodle
El caràcter obert de Moodle ha facilitat que apareguessin diverses comunitats d'educadors i usuaris que han impulsat espais on compartir recursos educatius oberts. Per aquesta raó, i gràcies a la facilitat de personalització, la xarxa d'usuaris de Moodle ha compartit i desenvolupat activament diversos plugins o recursos que han permès al propi Moodle evolucionar.
L'any 2010, amb el llançament de la versió de Moodle 2.0, s'implementà el primer projecte Community Hub, que va oferir al col·lectiu de professionals un nexe de connexió on compartir de forma eficient els continguts creats.
El Hub de Moodle facilita l'intercanvi de material i, com a conseqüència neix la iniciativa moodle.net, la qual fomenta un aprenentatge col·laboratiu que permet redefinir constantment els cursos emmagatzemats. Per aconseguir-ho, els propis educadors poden accedir a recursos ja creats per altres usuaris amb un rol d'administrador, o similar. Un cop han accedit, poden descarregar el curs gratuïtament, modificar o afegir allò que s'adapti a les seves necessitats i compartir aquest nou material a la pròpia Hub de moodle.net.
Aquesta iniciativa té com a objectiu millorar la qualitat del recursos educatius, apoderant al professorat, i aprofitar el debat que es genera per desenvolupar nous recursos de llicència oberta. A més, moodle.net supervisa el contingut, el valida en quaranta-vuit hores i el categoritza per a la seva nova difusió.
L'èxit i creixement de la comunitat Moodle, hi ha més de cent setanta-cinc milions de membres registrats, va donar lloc a una refundació de moodle.net a l'estiu de 2019, quan es va crear MoodleNET. Definida, pel Responsable del Projecte Doug Belshaw, com una "nova plataforma oberta de medis socials per a educadors, enfocats en el desenvolupament professional i el contingut obert".
No s'ha de confondre com una transformació en una xarxa social com Twitter o Facebook, centralitzada i globalitzada. La nova xarxa es crea com un sistema de comunitats “federades” i independents, però amb intercomunicació entre les diverses microcomunitats.
La meta d'aquesta descentralització es promoure una major:
1. Participació en la pròpia federació
2. Eficiència gràcies a una presa de decisions local
3. Intimitat dins de les comunitats amb dades privades

La iniciativa de MoodleNet té com a objectiu enriquir als diferents actors del sector educatiu:
- Educadors, que busquen recursos d'aprenentatge de qualitat i que volen debatre sobre la seva idoneïtat.
- Tecnòlegs de l'aprenentatge, que volen incentivar l'ús de les tecnologies oferint cursos adaptats al professorat.
- Administradors de sistemes, que necessiten una eina per facilitar l'intercanvi de material de manera segura.
- Formadors i auxiliars docents, que desitgen crear i mostrar els seus recursos educatius per demostrar el seu perfil professional.

## Característiques
- Promou la pedagogia constructivista social.
- Es poden fer les classes 100% en línia.
- Té una interfície senzilla, lleugera i molt intuïtiva.
- Instal·lable en qualsevol plataforma que suporti PHP (només requereix l'existència d'una base de dades).
- Ofereix un llistat dels cursos amb descripcions i la possibilitat d'entrar-hi com a usuari convidat.
- Seguretat ben sòlida, els formularis es revisen, les cookies s'encripten.
- El tema de la interfície és altament personalitzable.
- Els paquets d'idioma permeten localitzar a qualsevol idioma per complet (75 idiomes).
- Inclou diversos mòduls per a tallers, fòrums, consultes, xats...
- Alta Disponibilitat.
- Escalabilitat.
- Fàcil ús.
- Interoperable.
- Estable.
- Segur.

## Versions
| Versió | Data              | Notes de versió    |
| 1.0    | Agost de 2002     | Notes de la versió |
| 1.1    | Agost de 2003     | Notes de la versió |
| 1.2    | Març de 2004      | Notes de la versió |
| 1.3    | Maig de 2004      | Notes de la versió |
| 1.4    | Agost de 2004     | Notes de la versió |
| 1.5    | Juny de 2005      | Notes de la versió |
| 1.6    | Juny de 2006      | Notes de la versió |
| 1.7    | Novembre de 2006  | Notes de la versió |
| 1.8    | Març de 2007      | Notes de la versió |
| 1.9    | Març de 2008      | Notes de la versió |
| 2.0    | Novembre de 2010  | Notes de la versió |
| 2.1    | Juliol de 2011    | Notes de la versió |
| 2.2    | Desembre de 2011  | Notes de la versió |
| 2.3    | Juny de 2012      | Notes de la versió |
| 2.4    | Desembre del 2012 | Notes de la versió |
| 2.5    | Maig de 2013      | Notes de la versió |
| 2.6    | Novembre de 2013  | Notes de la versió |
| 2.7    | Maig de 2014      | Notes de la versió |
| 2.8    | Novembre de 2014  | Notes de la versió |
| 2.9    | Maig de 2015      | Notes de la versió |
| 3.0    | Novembre de 2015  | Notes de la versió |
| 3.1    | Maig de 2016      | Notes de la versió |
| 3.2    | Desembre de 2016  | Notes de la versió |
| 3.3    | Maig de 2017      | Notes de la versió |
| 3.4    | Novembre de 2017  | Notes de la versió |
| 3.5    | Maig de 2018      | Notes de la versió |
| 3.6    | Desembre de 2018  | Notes de la versió |
| 3.7    | Maig de 2019      | Notes de la versió |
| 3.7.1  | Juliol de 2019    | Notes de la versió |
| 3.7.2  | Setembre de 2019  | Notes de la versió |
| 3.8    | Novembre de 2019  | Notes de la versió |
| 3.8.1  | Gener de 2020     | Notes de la versió |
| 3.8.2  | Març de 2020      | Notes de la versió |

## Altres LMS
- Sakai
- Claroline
- dolLRN
- SWAD
- Dokeos
- Etherpad
- ILIAS
- Chamilo